# 江尻川
江尻川（えじりがわ）は、主に福岡県行橋市を流れる二級河川である。

## 地理
福岡県北東部に位置し、その源を福岡県京都郡みやこ町の丘陵地に発し、支川・羽口川を合わせ、下流の田園地帯を潤しながら国道10号、JR日豊本線を横切り行橋金屋において周防灘に注ぐ。流域のほとんどが行橋市に属し、流路長5.72km、流域面積8.11㎢ の二級河川である。
江尻川流域は、温暖な瀬戸内海気候区に属しており、年平均気温は約16°C。平均降水量は約 1,800mm。主に梅雨期と台風時期は多量の雨が降る。

## 流域の自治体
福岡県
行橋市・みやこ町である。
河口は筑豊県立自然公園に属する。